# Боинг 777
Боинг 777 (на английски: Boeing 777) е американски широкофюзелажен самолет, разработен и произвеждан от Боинг (Boeing Commercial Airplanes).
Боинг 777 е проектиран като среден вариант между Боинг 767 и Боинг 747, както и за да замени старите DC-10 и L-1011. Разработен след консултация с осем големи авиолинии, първото заседание на които е от януари 1990 г., програмата започва официално на 14 октомври 1990 г., като първата поръчка е на United Airlines. Първият прототип е завършен на 9 април 1994 г. и прави първия си полет на 12 юни 1994 г. Самолетът навлиза в търговска употреба в редиците на United Airlines на 7 юни 1995 г. Варианти за по-дълги полети започват да се произвеждат на 29 февруари 2000 г., като първият от тях е доставен на 29 април 2004 г.
Това е най-големият и мощен самолет с два реактивни двигателя и има обичаен третокласен капацитет от 301 до 369 пътници. Има обсег от 9704 до 15 844 km. Отличава се с рекордните си по големина турбовентилаторни двигатели, един от които има диаметър, равен на фюзелажа на Боинг 737, шест колесника на всяко устройство за излитане и кацане, напълно кръгло напречно сечение на фюзелажа и опашен конус с формата на острие. Към момента на създаването си самолетът разполага с най-голямото устройство за излитане и кацане, както и най-големите колесници, използвани в пътнически самолет. Разполага с електродистанционна система за управление, която е и първата за Боинг. Самолетът се съревновава с Еърбъс А340, Еърбъс А350, Еърбъс А380 и MD-11.
Първоначалният вариант на 777 има максимална полетна маса от 247 – 299 тона и се произвежда в две фюзелажни дължини – първоначалният -200 е последван от 777-200ER през 1997 г. и от 777-300 през 1998 г., който е с 10,13 метра по-дълъг. Тези класически модели се захранват от 343 – 436 kN двигатели General Electric GE90, Pratt & Whitney PW4000 или Rolls-Royce Trent 800. Вариантът с по-голям обсег 777-300ER с максимална полетна маса от 347 – 352 тона влиза в експлоатация през 2004 г., 777-200LR с ултраголям обсег – през 2006 г., а товарният 777F – през 2009 г. Тези варианти за дълги полети имат 489 – 513 kN двигатели GE90. През ноември 2013 г. Боинг обявяват, че работят по Боинг 777X, който се очаква да влезе в експлоатация през 2025 г. Този вариант има композитни крила със сгъваеми краища и двигатели General Electric GE9X.
Боинг 777 е получил повече поръчки от кой да е друг широкофюзелажен самолет, имайки над 60 клиента, за които са доставени 1629 бройки (към януари 2020 г.). Най-разпространеният и най-успешен вариант е 777-300ER, от който са доставени 810 бройки. Към юли 2018 г. Емирейтс е най-големият оператор, притежавайки 163 самолета Боинг 777. През март 2018 г., Боинг 777 става най-произвежданият широкофюзелажен самолет на Боинг, задминавайки Боинг 747.
Към февруари 2019 г. самолети Боинг 777 са участвали в общо 28 авиационни произшествия, при 7 от които самолетът е напълно унищожен (5 във въздуха и 2 на земята), които са довели до 541 смъртни случая.